# نظرية الأعداد الحاسوبية
في الرياضيات، تكون نظرية الأعداد الحاسوبية (بالإنجليزية: computational number theory)‏، والتي تعرف أيضاً باسم نظرية الأعداد الخوارزمية (بالإنجليزية: algorithmic number theory)‏، عبارة عن خوارزميات تقوم بتحسيب نظري للأعداد. أفضل مسألة معروفة في هذا الحقل هي مسألة التفكيك إلى جداء عوامل أولية integer factorization.